# Brahmasphutasiddhanta
Brahmasphutasiddhanta (Sanskrit ब्राह्मस्फुटसिद्धान्त Brāhmasphuṭasiddhānta, deutsch ‚Vervollkommnung der Lehre Brahmas‘) ist das bekannteste Werk des indischen Mathematikers Brahmagupta. Erstellt wurde das in Versform geschriebene Buch ungefähr im Jahr 628.

## Inhalt
Das Buch besteht aus 24 Kapiteln, die vor allem der Astronomie gewidmet sind. Zwei Kapitel behandeln mathematische Themen und sind eine deutliche Weiterentwicklung der Mathematik, wie sie im Werk Aryabhatiya des Mathematikers Aryabhata dargelegt ist: In den 66 Versen von Kapitel XII und den 101 Versen von Kapitel XVIII werden arithmetische und algebraische Rechenmethoden ohne Beweise äußerst knapp beschrieben.

### Negative Zahlen
Im Buch findet sich die älteste bekannte systematische Beschreibung der Eigenschaften der Null, der positiven und negativen Zahlen, wobei eine Vorstellung von Eigentum und Schuld zugrunde liegt:

„[Die Summe] von zwei Positiven ist positiv, von zwei Negativen negativ; von einer Positiven und einer Negativen ist [die Summe] ihre Differenz; wenn sie gleich sind, ist sie null. Die Summe einer Negativen und null ist negativ, von einer Positiven und null positiv und von zwei Nullen null. [Wenn] eine kleinere Positive subtrahiert wird von einer größeren Positiven, [dann] ist [das Ergebnis] positiv; [wenn] eine kleinere Negative von einer größeren Negativen, [so]
ist [das Ergebnis] negativ; … Das Produkt einer Negativen und einer Positiven ist negativ, von zwei Negativen positiv, von zwei Positiven positiv; das Produkt von null und einer Negativen, von null und einer Positiven oder von zwei Nullen ist null ...“

### Quadratische Gleichungen
Die Zulässigkeit negativer Zahlen verwendete Brahmagupta dazu, quadratische Gleichungen in allgemeiner Form ohne Fallunterscheidungen zu lösen. Konkret beschrieb er die Berechnung einer Lösung der quadratischen Gleichung, die man heute in der Form
{\displaystyle a{x}^{2}+bx=c}  mit {\displaystyle a,b,c\in \mathbb {R} } und {\displaystyle a>0}
notiert, in verbaler Weise, d. h. ohne Formeln:

„Verringere mit der mittleren [Zahl] [gemeint: der Koeffizient der Unbekannten, also {\displaystyle b}] die Quadratwurzel des Absolutwertes multipliziert mit dem Vierfachen des Quadrats [gemeint: Koeffizient {\displaystyle a} des Quadrats der Unbekannten] und erhöht um das Quadrat der mittleren Zahl; teile den Rest durch das doppelte des Quadrats [gemeint: Koeffizient {\displaystyle a} des Quadrats der Unbekannten]. [Das Ergebnis] ist die mittlere [Zahl] [gemeint: die Unbekannte {\displaystyle x}]“

Das entspricht der Lösungsformel
{\displaystyle x={\frac {{\sqrt {4ac+b^{2}}}-b}{2a}}\ .}

### Pellsche Gleichungen
In Kapitel XVIII, Verse 64 bis 71 werden spezielle diophantische Gleichungen, nämlich Pellsche Gleichungen, untersucht. Dabei wird zu zwei (nicht unbedingt verschiedenen) Lösungspaaren {\displaystyle (x_{1},y_{1}),(x_{2},y_{2})} der Pellschen Gleichung

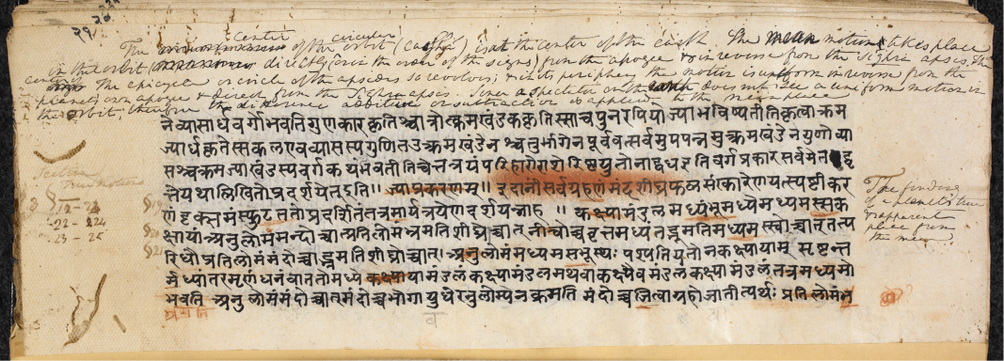
Ein Kommentar von Brahmaguptas Brāhmasphuṭasiddhānta, den Pṛthūdhaka im 10. Jahrhundert erstellt hat

{\displaystyle x^{2}-ny^{2}=1}
ein drittes Lösungspaar {\displaystyle (x_{3},y_{3})} mittels der Brahmagupta-Identität berechnet. Brahmagupta verwendet sogar noch eine etwas allgemeinere Version, bei der zu Lösungspaaren {\displaystyle (x_{1},y_{1}),(x_{2},y_{2})} der beiden Gleichungen
{\displaystyle x_{1}^{2}-ny_{1}^{2}=k_{1}} und {\displaystyle x_{2}^{2}-ny_{2}^{2}=k_{2}}
ein Lösungspaar der Gleichung
{\displaystyle x_{3}^{2}-ny_{3}^{2}=k_{1}k_{2}}, nämlich
{\displaystyle x_{3}=x_{1}x_{2}+ny_{1}y_{2}} und {\displaystyle y_{3}=x_{1}y_{2}+x_{2}y_{1}},
berechnet wird.

## Wirkung
Die Werke Brahmaguptas und seiner Zeitgenossen, insbesondere betreffend Astronomie und die indisch-arabische Ziffernschreibweise, haben mittels Übersetzungen ins Arabische die Entwicklung der islamischen Mathematik maßgeblich beeinflusst. Dabei wurde allerdings von den arabischen Mathematikern wie al-Chwarizmi die Verwendung negativer Zahlen nicht aufgegriffen.

## Verfügbare Editionen
Die erste Übersetzung in eine europäische Sprache samt einer breiten Verfügbarmachung geht auf Henry Thomas Colebrooke im Jahr 1817 zurück. Im Jahr 1902 erfolgte eine Edition ohne Übersetzung. Eine Originalversion in Sanskrit mit Kommentaren in Englisch wurde 1966 veröffentlicht.